# Momčilo Đokić
Momčilo Đokić (cyrillique : Moмчилo Ђoкић) (né le 27 février 1911 à Kuršumlija en Serbie, et mort le 21 avril 1983 à Bela Crkva en Yougoslavie) était un joueur, et entraîneur de football serbe.

## Biographie
Il est connu comme étant l'un des meilleurs ailiers de l'entre-deux-guerres du championnat de Yougoslavie.
Il commence à jouer au football en 1921 lorsqu'il rejoint l'équipe jeune du SK Jugoslavija de Belgrade. Il commence à jouer avec l'équipe senior en 1928, en tant qu'ailier gauche jusqu'en 1940.
Il joue un total de 13 matchs pour l'équipe de Yougoslavie, et y fait ses débuts internationaux le 13 août 1930 contre la Bulgarie à Belgrade (victoire 6-1). Son dernier match est lors d'une défaite 1-0 contre la France à Paris le 13 décembre 1936.
Il joue tous les matchs de son équipe en Uruguay lors de la coupe du monde de football 1930.
Après sa retraite, il entame des études de commerce et travaille dans plusieurs endroits en Yougoslavie, surtout en Serbie en tant qu'entraîneur dans des clubs comme FK Radnički Niš, FK Bor et FK Timok Zaječar.